# Anopheles fluviatilis
Anopheles fluviatilis är en asiatisk art i släktet malariamyggor som finns i delar av Afghanistan, Bahrain, Bangladesh, Jemen, Kina, Indien, Irak, Iran, Kazakstan, Nepal, Oman, Pakistan, Saudiarabien, Sri Lanka, Taiwan och Vietnam. Den är en identifierad bärare av malaria.